# 幫幫香港出聲行動
幫幫香港出聲行動（英語：Silent Majority for Hong Kong），簡稱幫港出聲，是一個成立於2013年8月8日的香港建制派政治組織，由周融等逾40名香港建制派學者、工商及專業人士組成，對泛民主派持敵我矛盾立場。

## 成立背景
“幫港出聲”在多份香港報章上刊登過反對佔領中環運動的理念，聲言將發動10萬名香港市民抵制佔領中環運動。
2014年7月，他們與其他香港親共人士組建保普選「反佔中」大聯盟，推動簽名聯署反對「佔中」，並參與8月17日的反佔中大遊行。
雨傘革命期間，與其他香港親共人士及建制派組織一樣，聲稱支持香港警方執法清場，並支持警方用武力對待示威人士，所謂的「嚴正執法」。
2016年11月，香港立法會宣誓風波及全國人大常委會解釋香港基本法後，負責人周融在北京獲主管港澳事務的中共政治局常委兼全國人大委員長張德江親自接見。

## 骨幹成員

### 發起人
- 周融，香港電台前節目主持人，2011年12月23日被港台解僱，2007年申請廣播處長不成。他同時是組織的「總編輯」。
- 鄭赤琰，香港中文大學政治與行政學系客座教授
- 何濼生，嶺南大學公共政策教授
- 馮家彬，自由黨常委
- 王國強，金城營造集團主席兼行政總裁、全國政協委員
- 李榮貴，創新科技協會會長[7]
- 雷鼎鳴，香港科技大學經濟學系前系主任及榮休教授[8]

## 部分爭議

### 電影收益作為捐款
2014年1月，幫港出聲表示需要籌募500萬港元經費，隨後香港電影《六福喜事》的監製、立場親建制派的黃百鳴在上映前夕表明反對佔領中環和支持政改諮詢，並且將於《六福喜事》首映當天的電影收益，全數捐贈了幫港出聲，有網民表示反對，並表示將會抵制該電影，而黃百鳴則否認自己為幫港出聲成員。翌日，《文匯報》以「政商演藝界籌款反「佔中」」為題對此作出報道。
另外，《六福喜事》開畫首日，部份電影院在中後排的未滿座的情況下，銀幕前排幾行座位被搜購一空，惟前排座位通常都是最難售出的位置。因此，電影被指為營造首周票房理想的效果而暗中大手買入門票。巧合的是，民建聯中西區區議會區議員陳學鋒的辦事處通告舉辦了「電影戲票贈弱勢社群」活動，當中派發的正是《六福喜事》之首映戲票，剛好與多家戲院的出現空凳之情況不謀而合，被指有利用議員辦事處之公帑去資助政治組織之嫌。

### 被指製造「白色恐怖」
2014年4月25日，發起人周融表示會計劃針對佔中行動推出「陽光射佔中」行動，即設網上平台，呼籲市民影下參與佔中的人的樣貌，然後上載到該平台，公開予大眾。他的主張隨即受到大量批評，周融則否認相開行動是為了「點相」或進行白色恐怖，反指這是讓佔中者「流芳百世，作為歷史證明」。
周融本業是公關顧問，曾主持港台時事節目《千禧年代》，他早前拋出政改方案，建議任何人只要獲30名提名委員會委員就可成為特首準候選人，最多可取80張提名票，繼而由千幾人組成的提委會，以全票制投三票篩剩三人，篩選後再予香港人一人一票選，簡稱「3833」方案，力撐「呢個世界一定有篩選」（這個世界一定有篩選）。

### 屢次散播不實報導
2019年4月24日，佔中九子案判刑，結果是發起人戴耀廷和陳健民被判監16個月，而參與者黃浩銘和邵家臻囚8個月，另有四人獲判緩刑或社會服務令。幫港出聲隨後發出報道，宣稱「佔領華爾街元兇」曾經被判囚13年，該報道被建制派支持者廣泛轉載，並質疑九子案判刑過輕。親建制專欄作者屈穎妍亦發表評論文章提及「佔領華爾街元兇被判囚13年」。然而所謂「佔領華爾街元兇」當年實際上被判無罪，幫港出聲散播的消息被證實是假新聞。其後幫港出聲刪除相關報道，但假消息仍然在社交網站上流傳。
2019年4月27日，幫港出聲發帖文宣稱泛民主派以每人港幣500元作酬勞，招聘遊行人士參加「聲援反修訂逃犯條例遊行」，然而該帖文被指是假消息，其後該文章也被删除。

## 外部連結
- 官方网站